# Nikolaj Nikitič Demidov
Nikolaj Nikitič Demidov (in russo Николай Никитич Демидов?; San Pietroburgo, 9 novembre 1773 – Firenze, 22 aprile 1828) è stato un politico e filantropo russo.

## Biografia
Era l'unico figlio maschio di Nikita Akinfievič Demidov, e della sua terza moglie, Aleksandra Evtievna Safonova. Alla sua nascita venne iscritto nel Reggimento Preobraženskij.
All'età di tredici anni, Nikolaj ereditò l'impero industriale del padre.

## Carriera
Nel 1775 venne promosso al grado di guardiamarina. Nel 1782 fu nominato sergente e nel 1787 venne trasferito nel Reggimento Semënovskij. Nel 1789 venne nominato aiutante di campo al quartier generale del generale feldmaresciallo Potëmkin e l'anno seguente fu trasferito, con il grado di tenente colonnello, nel reggimento dei granatieri. Nel 1794 ricoprì la carica di Lord of the Bedchamber e due anni dopo alla carica di ciambellano.
Nel 1800 divenne membro del consiglio segreto. In seguito entrò nel servizio diplomatico e si trasferì, insieme alla famiglia, a Parigi, dove entrambi sostennero Napoleone. Ma le continue tensioni tra Francia e Russia, costrinsero Nikolaj a ritornare in patria e stabilirsi a Mosca. Si distinse durante la guerra russo-turca (1806-1812).
Nel 1813 donò, al Museo Mineralogico a Mosca, grandi collezioni d'arte per sostituire quelle che vennero distrutte dal fuoco e ne donò all'Università di Mosca alcune importanti. Ha inoltre finanziato la costruzione di quattro ponti a San Pietroburgo.
Nel 1815 venne nominato ambasciatore a Firenze. Per decreto del granduca Leopoldo II fu nominato conte di San Donato, in ringraziamento dei servigi resi al Granducato. 
Durante il suo mandato, con il permesso di Papa Pio VII, condusse degli scavi archeologici a Roma, nei pressi di San Giovanni in Laterano. Fu in questa circostanza che avvenne il ritrovamento della statua in bronzo di Treboniano Gallo, attualmente esposta presso il Metropolitan Museum of Art di New York.

## Matrimonio
Nel dicembre 1793 sposò Elizaveta Aleksandrovna Stroganova (1779-1818), figlia del barone Aleksandr Nikolaevič Stroganov. Ebbero quattro figli:
- Aleksander Nikolaevič (1796-1800);
- Pavel Nikolaevič (1798-1840);
- Nikolaj Nikolaevič (1799-1800);
- Anatolij Nikolaevič (1812-1869);

## Ultimi anni e morte
Nel corso del tempo, Nikolaj divenne un industriale notificato. Ha modernizzato l'infrastruttura tecnica dei propri impianti e ha raddoppiato la sua fortuna. Ha trascorso i suoi ultimi anni in Francia e Italia.
Fu un instancabile filantropo e spese una larga fetta delle sue ingenti risorse finanziarie in opere umanitarie. Per questo la città di Firenze volle, in seguito, esprimere la propria riconoscenza dedicandogli la Piazza Demidoff, per la quale il figlio Anatolij commissionò il monumento di Lorenzo Bartolini, che ancora vi si ammira, originariamente pensato per la villa di San Donato in Polverosa.
La sua collezione di statue greche e romane si trova nel Museo dell'Ermitage.